# Томм Елеонора Миколаївна
Томм Елеонора (1915, Петроград — 29 червня 1988) — українська оперна співачка (мецо-сопрано), естонського походження.
Закінчила Київську консерваторію (1949, клас Д. Євтушенка), відтоді солістка Київського театру опери і балету.
Головні партії: Соломія («Богдан Хмельницький» К. Данькевича), Кончаківна («Князь Ігор» О. Бородіна), Азучена, Ульріка («Трубадур», «Бал маскарад» Дж. Верді), Гертруда («Льоенґрін» Р. Ваґнера), Ваня («Іван Сусанін» Глинка), за що отримала лауреат Сталінської премії .